# Biblioteca Nacional Al-Assad

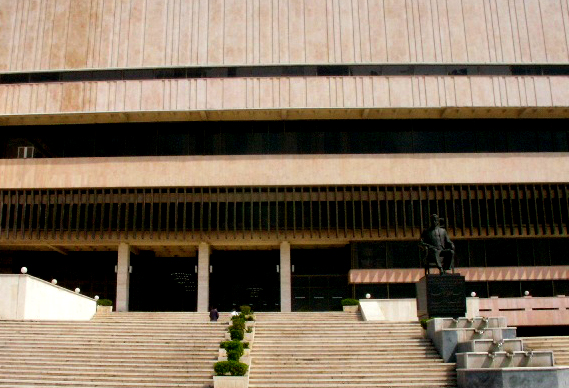
O prédio da Biblioteca

Biblioteca Nacional de Síria ( em árabe: مكتبة الوطنية  ) é a biblioteca nacional da Síria, localizada na capital Damasco, com vista para a Praça Omíada.
Em 1986, o Ministério da Cultura da Síria emitiu uma decisão oficial para construir uma biblioteca nacional. A construção começou em 1978 e a biblioteca foi concluída em novembro de 1983 e foi aberta no ano seguinte. O objetivo da biblioteca era "reunir todos os livros e edições diárias, além de todos os tipos de literatura relacionados ao nosso legado cultural ancestral", e depois separar esses materiais para servir pesquisadores e estudiosos e beneficiá-los.
É o depósito legal e os direitos autorais da Síria. A Associação de Bibliotecas e Documentos da Síria tem sua sede na Biblioteca Nacional de Síria.

## Departamentos
A biblioteca possui vários departamentos, que incluem uma sala de palestras e um departamento especial para pessoas cegas. Os departamentos da biblioteca são os seguintes:
- Departamento de Documentação Fotográfica: em suas três formas (microfilme, microficha, fotocópia). Esta seção foi fundada para satisfazer os desejos dos leitores de obter fotocópias de livros e publicações.
- Departamento de Material de Áudio: No qual os livros e manuscritos da biblioteca estão disponíveis em formato de áudio.
- Departamento de Documentários: No qual os documentários são armazenados, disponíveis para serem assistidos.
- Departamento de Belas Artes: contém as obras de artistas sírios contemporâneos.
- Departamento de Periódicos: No qual publicações regulares e publicações são depositadas.
- Departamento de Cegos: Em que livros e outros materiais estão disponíveis em braille para pessoas cegas.
- Departamento de Informação: Em que especialistas ajudam os leitores a alcançar os tópicos exigidos e a navegar pelos vários índices e por sistemas de informações internacionais que permitem ao leitor identificar a fonte mais recente de referências em cada assunto.
- A sala de palestras: A biblioteca possui uma sala de palestras principal que pode acomodar 308 pessoas. É adequado para filmes, palestras e conferências. É equipado com um sistema de rádio para interpretação simultânea em quatro idiomas. Existem também outros dois salões, cada um dos quais pode acomodar até 20 pessoas.
- Sala de leitura: a biblioteca possui três salas de leitura e outras quatro salas de leitura. As salas podem acomodar até 1.000 leitores ao mesmo tempo.
- Salas de leitura individuais: 21 salas de leitura individuais estão disponíveis.
- Showrooms: Existem vários showrooms na biblioteca especificamente para exposições como exposições de arte e livros.